# اریک تامپسون
اریک نورمن تامپسون (انگلیسی: Eric Norman Thompson؛ ۹ نوامبر ۱۹۲۹ – ۳۰ نوامبر ۱۹۸۲) بازیگر و تهیه‌کننده تلویزیونی اهل بریتانیا بود.
از فیلم‌ها یا مجموعه‌های تلویزیونی که وی در آن‌ها نقش داشته است می‌توان به چرخ‌وفلک جادویی اشاره نمود.